# Shaaron Claridge
Shaaron Claridge (nacida Shaaron Lee Cooper; más tarde Snead; 1 de octubre de 1938, condado de Los Ángeles, California) es una operadora de radioteléfono estadounidense jubilada de segundo turno o radiodispatcher de la policía en la División Van Nuys del Departamento de Policía de Los Ángeles  conocida por su trabajo de voz en la serie de televisión Adam-12.
Las mujeres eran deseadas principalmente como operadoras de radio de la policía porque los psicólogos del LAPD pensaban que las voces de las mujeres tendrían un efecto más calmante sobre las ondas. La idea era que, si un oficial (hombre) hubiera sido afectado por disparos y/o herido, pero todavía estaba en contacto por radio, escuchar el tono de la operadora ayudaría a evitar que el oficial entrara en pánico hasta que llegara la seguridad a la escena. Su marido era un oficial de motocicletas del LAPD.
Durante un tiempo desde finales de la década de 1960 hasta finales de la década de 1970, Claridge fue una actriz de voz a la que se le atribuye principalmente proporcionar trabajo de voz de despacho policial para Adam-12 y también algunos otros programas de televisión (es decir, Dragnet, Lou Grant y Columbo). Su trabajo de voz como despachadora de la policía ("1-Adam-12, 1-Adam-12, see the man . . .") apareció en todos los episodios de Adam-12 (Elegía para un cerdo, División de Hollywood y Clínica en la calle XVIII). Fue vista en la pantalla una vez en su papel de operadora en el episodio de la quinta temporada Suspendido en el que tiene una breve conversación con el oficial Pete Malloy (Martin Milner).
Sin embargo, parece que se tomaron ciertas medidas para asegurarse de que no sería reconocida, como los ángulos de cámara utilizados en la secuencia: cuando Milner entra por primera vez en la habitación, la cámara está al otro lado de dicha habitación y solo se ve su perfil izquierdo a distancia. Pero para el primer plano, la cámara se coloca por encima de la cabeza de Claridge, sobre su hombro izquierdo, y apunta hacia abajo y diagonalmente para que sea difícil para el espectador distinguir muchos de sus rasgos faciales. También se dice que llevaba una peluca para la escena. Esto se hizo presumiblemente para proteger a Claridge debido a su posición como verdadera operadora del LAPD, no solo actriz de voz. En la película de suspenso/acción Blue Thunder de 1983, protagonizada por Roy Scheider, la voz de Claridge se escuchó de nuevo como un operador del LAPD en un papel no acreditado. También expresó el despacho de la policía en la película de Disney de 1970 "The Boatniks".
Después de la muerte de Milner el 6 de septiembre de 2015, Claridge transmitió la transmisión "Fin del reloj" por la radio del LAPD reconociendo la actuación de Milner como oficial Pete Malloy en Adam-12.